# Péter Besenyei
Péter Besenyei (* 8. Juni 1956 in Körmend, Ungarn) ist ein ungarischer Kunstflugpilot, der in den Jahren 2003 bis 2015 Teilnehmer bei der Red Bull Air Race Weltmeisterschaft war.

## Karriere

### Anfänge
Besenyei wurde 1956 im ungarischen Körmend geboren. Obwohl seine Eltern diesem Vorhaben ablehnend gegenüberstanden, erlernte er mit 15 Jahren das Segelfliegen. Bereits fünf Jahre später bestritt er seinen ersten Wettkampf im motorisierten Kunstflug. Er war Fluglehrer im Kunstfliegen und Testpilot für das Luftfahrtsamt in Ungarn. 2017 wurde Besenyei durch die FAI mit dem Leon Biancotto Award, der höchsten Auszeichnung im Kunstfliegen, ausgezeichnet.
Einer breiten Öffentlichkeit wurde er später durch spektakuläre Stunts bekannt, so durchflog er 1999 in China als erster Mensch nachweislich eine natürlich entstandene Höhle und passierte 2001 als erster die Budapester Kettenbrücke unterhalb ihrer Fahrbahn mit einem Flugzeug. Beide Stunts steigerte er nach einem Durchgang in normaler Fluglage durch eine Wiederholung im Rückenflug.

### Wettbewerbskunstflug
Er gilt mit zwei Weltmeistertiteln und einer Reihe weiterer internationaler Erfolge als einer der besten Kunstflieger weltweit, sowie als Erfinder der Red Bull Air Race Weltmeisterschaft, deren Konzept er – auf Anregung des Hauptsponsors, der Firma Red Bull – entwickelte und an der er auch selbst teilnahm.
Besenyei hat bereits alle Flugzeuge, die beim Red Bull Air Race zum Einsatz kamen, geflogen, so auch die Zivko Edge 540, die Extra 300 und die MXS-R. Er war ebenfalls eng involviert in die Entwicklung eines neuen Flugzeugs, das unter dem Namen Corvus Racer sein Debüt in der Mitte der Saison 2010 feierte.

## Erfolge

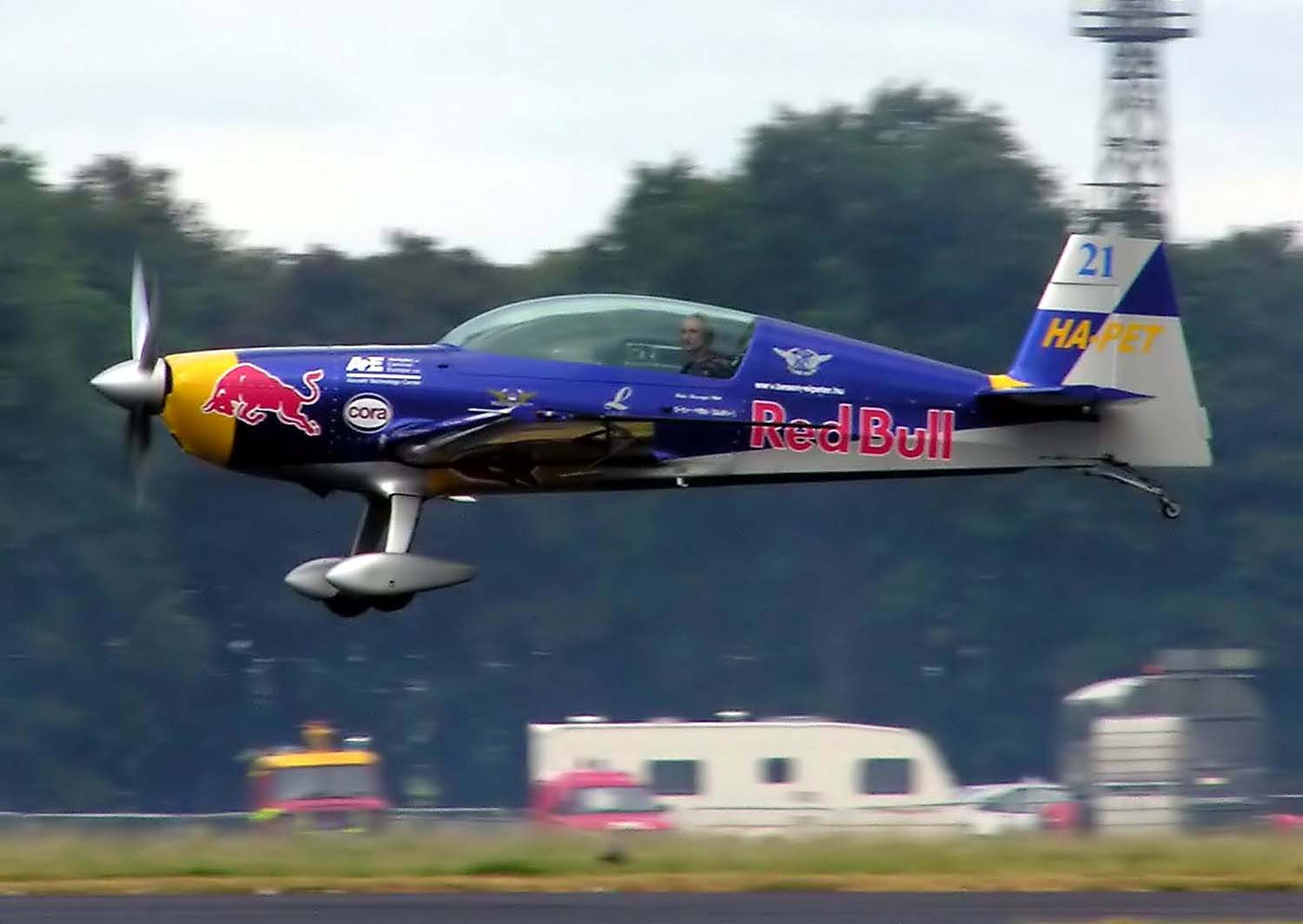
Péter Besenyei mit seiner Extra 300 (HA-PET), 2004 in Gloucestershire, England

- Gewinner der Österreichischen Meisterschaft: 1982
- Ungarischer Meister: 1986 bis 1993
- Europameister: 1995
- World Grand Prix Champion: 1996, 1997, 1998, 2001
- Weltmeister: 1994 und 2000

### Ehrungen
- Goldmedaille des Präsidenten der Republik von Ungarn (Verliehen durch Präsident Árpád Göncz, 1996)
- Auszeichnung mit dem Award „The Leon Biancotto Aerobatics Diploma“ (Verliehen durch die FAI, 2017)

### Red Bull Air Race Weltmeisterschaft
| Péter Besenyei bei der Red Bull Air Race Weltmeisterschaft | Péter Besenyei bei der Red Bull Air Race Weltmeisterschaft | Péter Besenyei bei der Red Bull Air Race Weltmeisterschaft | Péter Besenyei bei der Red Bull Air Race Weltmeisterschaft | Péter Besenyei bei der Red Bull Air Race Weltmeisterschaft | Péter Besenyei bei der Red Bull Air Race Weltmeisterschaft | Péter Besenyei bei der Red Bull Air Race Weltmeisterschaft | Péter Besenyei bei der Red Bull Air Race Weltmeisterschaft | Péter Besenyei bei der Red Bull Air Race Weltmeisterschaft | Péter Besenyei bei der Red Bull Air Race Weltmeisterschaft | Péter Besenyei bei der Red Bull Air Race Weltmeisterschaft | Péter Besenyei bei der Red Bull Air Race Weltmeisterschaft | Péter Besenyei bei der Red Bull Air Race Weltmeisterschaft | Péter Besenyei bei der Red Bull Air Race Weltmeisterschaft | Péter Besenyei bei der Red Bull Air Race Weltmeisterschaft | Péter Besenyei bei der Red Bull Air Race Weltmeisterschaft |
| Jahr                                                       | 1                                                          | 2                                                          | 3                                                          | 4                                                          | 5                                                          | 6                                                          | 7                                                          | 8                                                          | 9                                                          | 10                                                         | 11                                                         | 12                                                         | Punkte                                                     | Siege                                                      | Rang                                                       |
| ---------------------------------------------------------- | ---------------------------------------------------------- | ---------------------------------------------------------- | ---------------------------------------------------------- | ---------------------------------------------------------- | ---------------------------------------------------------- | ---------------------------------------------------------- | ---------------------------------------------------------- | ---------------------------------------------------------- | ---------------------------------------------------------- | ---------------------------------------------------------- | ---------------------------------------------------------- | ---------------------------------------------------------- | ---------------------------------------------------------- | ---------------------------------------------------------- | ---------------------------------------------------------- |
| 2003                                                       | 1                                                          | 1                                                          |                                                            |                                                            |                                                            |                                                            |                                                            |                                                            |                                                            |                                                            |                                                            |                                                            | 6                                                          | 2                                                          | 1                                                          |
| 2004                                                       | 3                                                          | 3                                                          | 3                                                          |                                                            |                                                            |                                                            |                                                            |                                                            |                                                            |                                                            |                                                            |                                                            | 12                                                         | 0                                                          | 2                                                          |
| 2005                                                       | 1                                                          | 2                                                          | 2                                                          | 1                                                          | 3                                                          | 4                                                          | 4                                                          |                                                            |                                                            |                                                            |                                                            |                                                            | 32                                                         | 2                                                          | 2                                                          |
| 2006                                                       | 3                                                          | 1                                                          | 2                                                          | CAN                                                        | 3                                                          | DSQ                                                        | 2                                                          | 2                                                          | 1                                                          |                                                            |                                                            |                                                            | 35                                                         | 2                                                          | 2                                                          |
| 2007                                                       | 1                                                          | 5                                                          | 1                                                          | 5                                                          | CAN                                                        | 3                                                          | 3                                                          | 4                                                          | 4                                                          | 6                                                          | CAN                                                        | 7                                                          | 31                                                         | 2                                                          | 3                                                          |
| 2008                                                       | 4                                                          | 8                                                          | 5                                                          | CAN                                                        | 6                                                          | 4                                                          | 5                                                          | 7                                                          | CAN                                                        | 7                                                          |                                                            |                                                            | 34                                                         | 0                                                          | 5                                                          |
| 2009                                                       | 10                                                         | 4                                                          | DNS                                                        | 10                                                         | 4                                                          | 8                                                          |                                                            |                                                            |                                                            |                                                            |                                                            |                                                            | 24                                                         | 0                                                          | 8                                                          |
| 2010                                                       | 3                                                          | 10                                                         | 11                                                         | 10                                                         | 8                                                          | 9                                                          | CAN                                                        | CAN                                                        |                                                            |                                                            |                                                            |                                                            | 21                                                         | 0                                                          | 10                                                         |
| Serie wurde zwischen 2011 und 2013 nicht ausgetragen       |                                                            |                                                            |                                                            |                                                            |                                                            |                                                            |                                                            |                                                            |                                                            |                                                            |                                                            |                                                            |                                                            |                                                            |                                                            |
| 2014                                                       | 10                                                         | 11                                                         | 7                                                          | 7                                                          | 7                                                          | 12                                                         | 12                                                         | 12                                                         |                                                            |                                                            |                                                            |                                                            | 6                                                          | 0                                                          | 11                                                         |
| 2015                                                       | 7                                                          | 13                                                         | 12                                                         | 6                                                          | 6                                                          | 8                                                          | 12                                                         | 13                                                         |                                                            |                                                            |                                                            |                                                            | 9                                                          | 0                                                          | 12                                                         |

(Legende: DNP = Nicht teilgenommen; DNS = Nicht gestartet; DSQ = Disqualifiziert; CAN = Abgesagt)